# Moncure
Moncure ist ein Census-designated place (CDP) in Chatham County im US-Bundesstaat North Carolina. Die Volkszählung von 2020 erfasste 780 Einwohner. Der CDP wurde im Jahr 2010 erstmals vom Census definiert.

## Lage
Der Ort liegt bei den Koordinaten 35° 37' 26.04" Nord und 79° 4' 36.59" West in einer Höhe von 68 Metern über dem Meeresspiegel südwestlich von Raleigh auf einer Halbinsel zwischen dem Deep River und dem Haw River, deren Zusammenfluss der Beginn des Cape Fear Rivers ist und die Südspitze von Moncure bildet. Die 12,7 km² große Fläche des Gebietes setzt sich zusammen aus 12,2 km² Land- und 0,5 km² Wasserfläche. Durch Moncure verläuft die US-1. An einer ehemaligen Teilstrecke dieser Fernstraße liegt die Ansiedlung Haywood.